# De Kotmadam (Leuven)

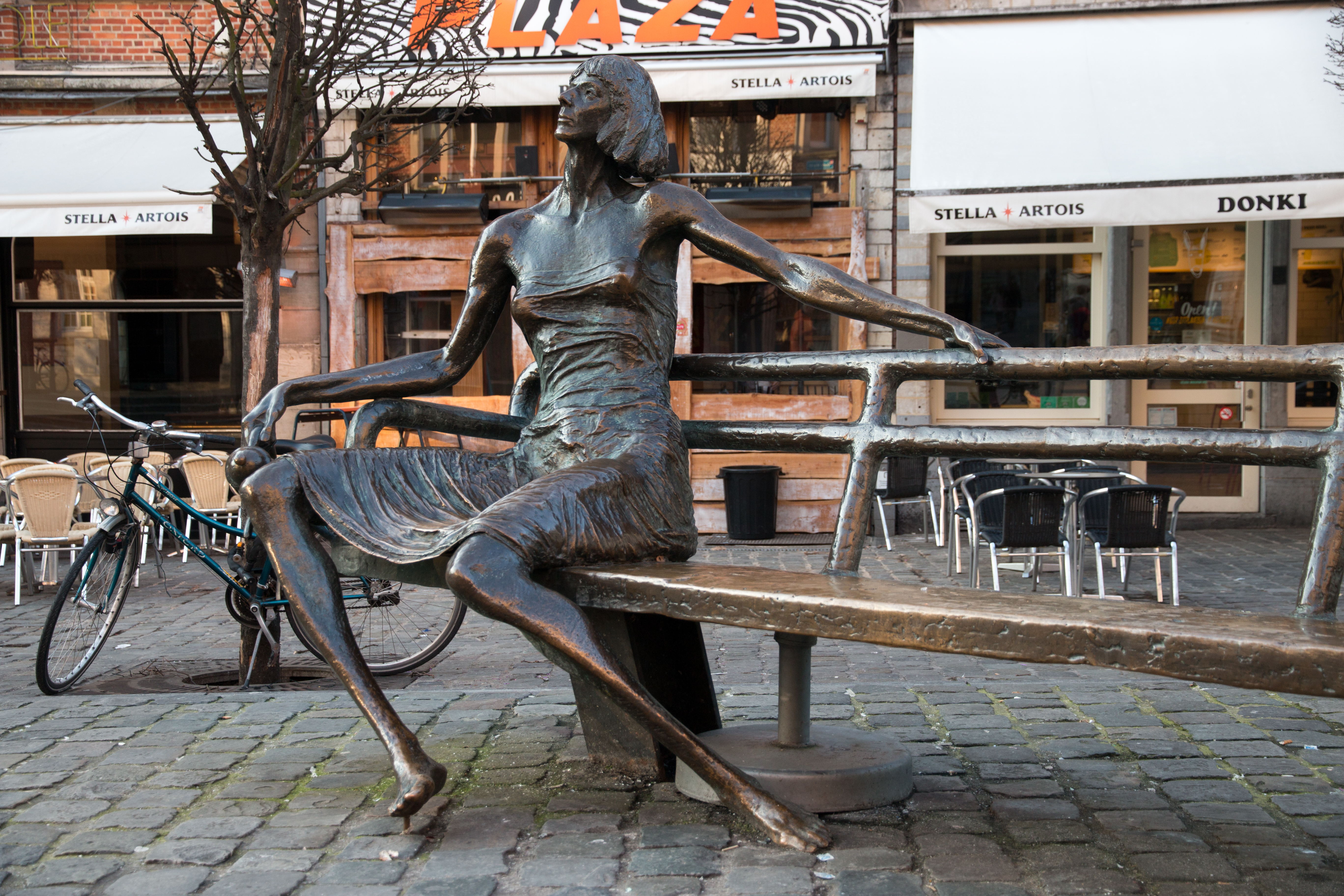
Het standbeeld van de Kotmadam

De Kotmadam is een standbeeld, onderdeel van de Oude Markt in Leuven, gemaakt door Fred Bellefroid.
Het beeld werd ingehuldigd op 16 mei 1985. Het was een geschenk van de VVV aan de stad Leuven (ter waarde van 800.000 Bfr), maar een oorspronkelijk idee van het Marktrock-comité. De inhuldiging werd bijgewoond door Maria Swerts, de toenmalige oudste Leuvense kotmadam en tevens meter van het beeld. Ondanks het amusante karakter van het beeld, riep de Kotmadam aanvankelijk gemengde gevoelens op. Zo beantwoordde de afgebeelde figuur niet aan het typische beeld van een kotmadam: oud en volslank. De kotmadam op de Oude Markt is integendeel een jeugdige, aantrekkelijke dame.